# Saint-Offenge
Saint-Offenge é uma comuna francesa na região administrativa de Auvérnia-Ródano-Alpes, no departamento da Saboia. Estende-se por uma área de 7.71 km². Em 2010 a comuna tinha 274 habitantes (densidade: 35,5 hab./km²).
Foi criada em 1 de janeiro de 2015, após a fusão das antigas comunas de Saint-Offenge-Dessous e Saint-Offenge-Dessus.